# 6317-es mellékút (Magyarország)
A 6317-es számú mellékút egy több mint negyvenkét kilométer hosszú, négy számjegyű mellékút Tolna vármegyében. A 65-ös és 61-es főutakat köti össze, Harc és Simontornya között húzódva, a Tolnai-Hegyhát keleti szélén.

## Nyomvonala
A 65-ös főútból ágazik ki, annak az 5+650-es kilométerszelvénye táján, Harc település központjában, észak-északnyugat felé. Első szakasza az Alkotmány utca nevet viseli, majd Kölesdi utca lesz a neve, így lép ki a település belterületéről, 750 méter után. A második kilométere után kiágazik belőle egy önkormányzati út keletnek, Janyapuszta felé. 2,4 kilométer után éri el Zomba határát, innentől több kilométeren át a határvonalat kíséri. 4,8 kilométer után találkozik a két előbbi település és Medina hármashatárával, onnantól Zomba és Medina határvonalát követi. A 6+100-as kilométerszelvényénél beletorkollik kelet-északkelet felől a 6316-os út, 9,2 kilométer megtétele után, majd a nyolcadik kilométerénél egy újabb önkormányzati út ágazik ki belőle, ez Medina belterületének északi része felé vezet.
A 8+150-es kilométerszelvénye táján eléri Zomba, Medina és Kölesd hármashatárát, de még innen is csaknem két kilométeren át határvonalat követ, csak a 10+100-as kilométerszelvénye környékén lép teljesen kölesdi területre. A község belterületét a tizenegyedik kilométer táján éri el, onnan Szekszárdi út néven húzódik, majd 12,5 kilométer után kiágazik belőle délnyugati irányban a 6313-as út, amely onnan majdnem pontosan 30 kilométerrel arrébb, Pincehelyen ér véget, beletorkollva a 61-es főútba. A kereszteződés után már Dózsa György utca a neve, és egyúttal egy kicsit keletebbnek fordul. Hamarosan egy kereszteződéshez ér: itt a 6233-as út torkollik bele kelet felől, Paks irányából, 22,6 kilométer megtétele után, a 6317-es pedig észak felé folytatódik, Hajnal utca néven. 13,5 kilométer után lép ki Kölesd házai közül, és amire eléri a 14. kilométerét, a Sió mellé simul.
17,1 kilométer után éri el Borjád településrész házait, itt a települési neve Petőfi utca. 18,6 kilométer után egy elágazáshoz ér: kelet felől a 6319-es út torkollik bele Kajdacs felől, majdnem pontosan 5 kilométer megtétele után, a 6317-es pedig változatlanul északi irányban folytatódik. 19,3 kilométer után hagyja el az út Kölesd területét és lépi át Sárszentlőrinc határát.
Ott először Uzd településrészre érkezik, a 23. és 24. kilométerei között – itt József Attila utca a neve –, majd 25,2 kilométer után belép a településközpont házai közé, Rákóczi utca néven. 25,4 kilométer után beletorkollik a 6232-es út, 20,6 kilométer után, szintén Paks felől (Pusztahencsét és Nagydorogot is érintve); innen a 6317-es ismét északi irányban folytatódik. Végighalad a település központján – közben a neve Petőfi útra, majd Petőfi térre változik, e tér északnyugati sarkán, a 26+650-es kilométerszelvénye táján kiágazik belőle a 6312-es út Nagyszékely-Pincehely felé. Innen a települési neve Arany János utca, egészen a község lakott területének északi széléig, amit az út majdnem pontosan a 27. kilométerénél ér el.
30,9 kilométer után eléri az út Sárszentlőrinc és Pálfa határát, innen a határvonalat követi, pontosan egy kilométeren át, ott lép aztán Pálfa területére. 32,8 kilométer után lép be Felsőrácegres településrész házai közé, ahol a neve Simontornyai utca. Szűk egy kilométernyi hosszan halad a településrész házai között, majd 35,6 kilométer után egy újabb kereszteződéshez ér, itt torkollik bele kelet-északkeleti irányból, 7,5 kilométer megtétele után a 6311-es út, amely Vajtán ágazik ki a 63-as főútból és Pálfa központján keresztül halad idáig.
A 38. kilométere előtt éri el az út Simontornya határát, és 40,4 kilométer után lép be a város házai közé. Itt Gyár utca a neve a Sió hídjáig – amit 41,2 kilométer után ér el –, majd beérkezik a történelmi városközpontba. Ott a Szent István király tér nevet veszi fel, elhalad a simontornyai vár mellett, ami után a Petőfi Sándor utca nevet veszi fel. Így ér véget, beletorkollva a 61-es főútba, annak 32. kilométere közelében. Egyenes folytatása a 64-es főút, amely a Balaton térségével köti össze a várost.
Teljes hossza, az országos közutak térképes nyilvántartását szolgáló kira.gov.hu adatbázisa szerint 42,564 kilométer.

## Települések az út mentén
- Harc
- (Zomba)
- (Medina)
- Kölesd
- Sárszentlőrinc
- Felsőrácegres
- Pálfa
- Simontornya

## Története
A Kartográfiai Vállalat 1989-es kiadású Magyarország autóatlasza szinte a teljes hosszában "egyéb portalanított út" jelöléssel szerepelteti ezt az útvonalat, ez alól az egyetlen fontosabb kivétel a Pálfa-Simontornya szakasz, amelyet az atlasz földútnak jelöl.